# Fort Sumter

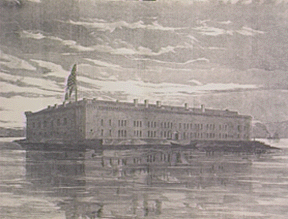
Pevnost před útokem

Fort Sumter byla jedna z pevností chránících Charlestonský přístav. Měla půdorys pětiúhelníku a nacházela se na ostrůvku přímo v ústí Charlestonského zálivu. Před vypuknutím americké občanské války ještě nebyla stavebně dokončena.

## Fort Sumter před občanskou válkou
Po skončení druhé americké války za nezávislost byl na americkém pobřeží Atlantiku vybudován řetězec pobřežních opevnění.

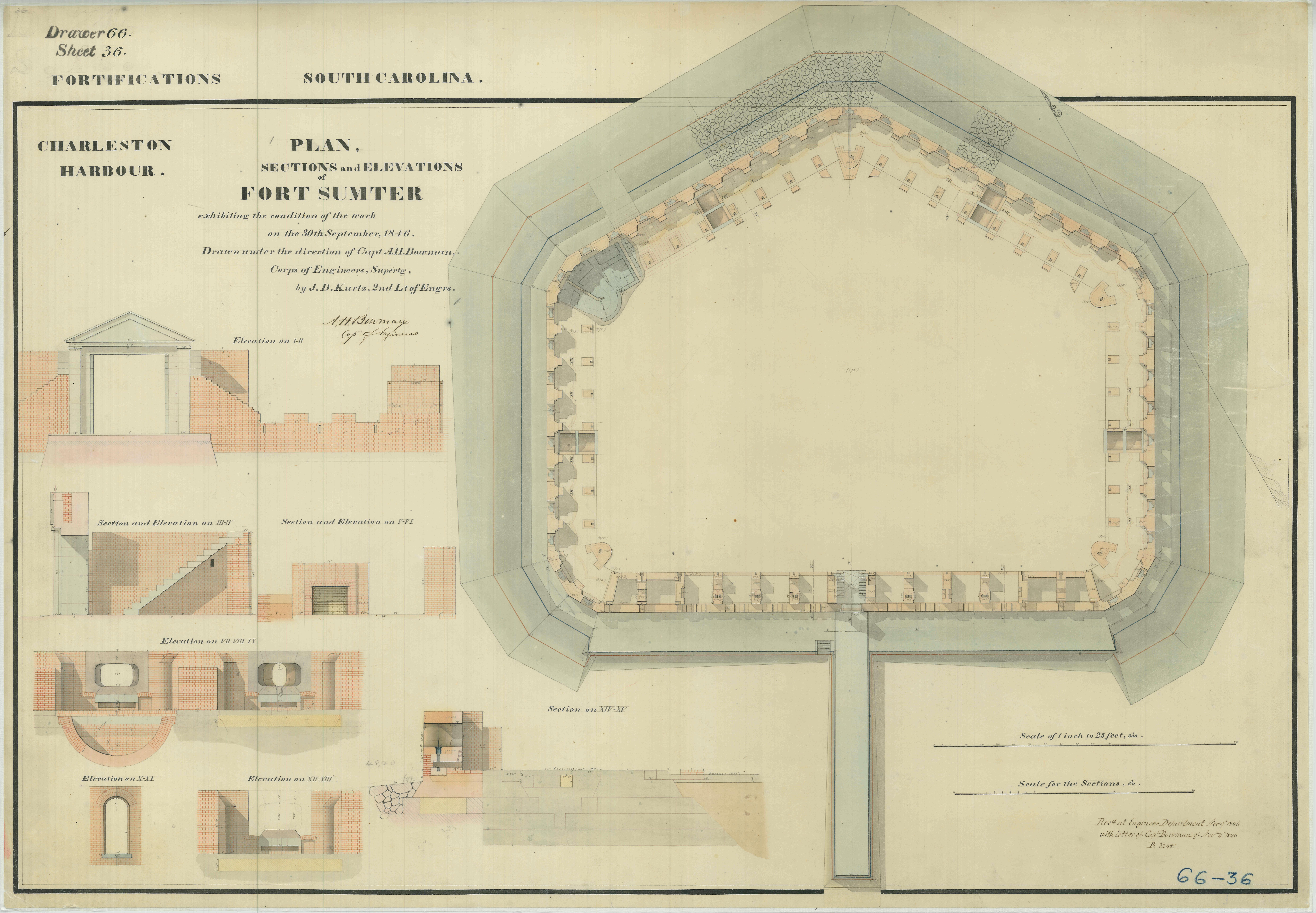
Plán pevnosti z roku 1846

Charleston byl nejdůležitějším městem v Jižní Karolíně a po Savannah druhým nejdůležitějším přístavem na jižním pobřeží Atlantiku. Město se nachází na poloostrově mezi ústím tří řek Ashley, Cooper a Wundo v Charlestonském zálivu. Město je spojeno s oceánem kanálem mezi dvěma širokými plochými ostrovy, Sullivanovým ostrovem na severovýchodě a Morrisovým ostrovem na jihozápadě. Kanál byl příliš široký na to, aby dělostřelectvo dokázalo ubránit vstup do přístavu z ostrovů. Proto byly břehy kanálu uměle zvýšeny a použity jako základ pro jedno z opevnění - zde byla postavena Fort Sumter. Oproti Fort Sumter byla na Sullivanově ostrově postavena Fort Moultrie. Stavební práce na obou pevnostech začaly v roce 1829. V době, kdy byly v roce 1861 zničeny, byly obě pevnosti téměř kompletní.
Více než 70 000 tun žuly bylo dovezeno z Nové Anglie na výstavbu umělého ostrova. Vnější tvar pevnosti byl nepravidelný pětiúhelník se stranami mezi 51 a 58 metry. Cihlové zdi byly vysoké 16 metru, jejich tloušťka byla 1,6 metru. Pevnost byla navržena pro 650 vojáků a 135 děl. Všech pět stran pevnosti bylo vybaveno dvoupatrovými kasematami, které byly vybaveny děly. Ve středu pevnosti bylo otevřené cvičiště.
Během výstavby byla pevnost Fort Sumter krátce využita v září 1858 k ubytování 300 černoškých otroků. Otroky vyzvedla loď Echo v Cabindě u ústí řeky Kongo, kde byli zakoupeni. Od roku 1808 byl obchod s africkými otroky v USA nezákonný, pouze otroci žijící a narození v USA mohli být drženi jako otroci. Nelegální obchod s otroky z Afriky byl stíhán jako pirátství. Když kapitán Townsend z Echa dorazil z Cabindy do USA, byl postaven před soud a otroci deportování do Libérie a tam propuštěni na svobodu.

## Incident

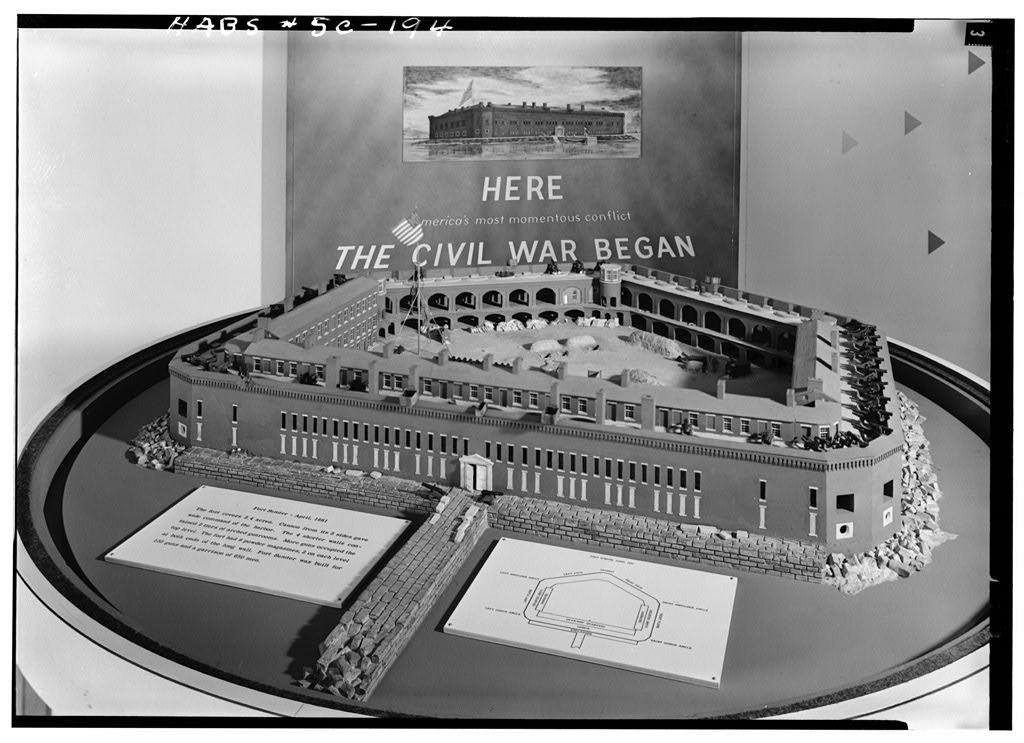
Model pevnosti před útokem

I přes její nedokončenost ji 26. prosince 1860, šest dní po vystoupení Jižní Karolíny z Unie, obsadila federální posádka pod velením majora Roberta Andersona. Vlastnictví Charlestonských opevnění bylo předmětem sporu mezi vládami Jižní Karolíny a USA. Když se Abraham Lincoln v březnu roku 1861 rozhodl pevnostní posádku posílit, konfederační vojsko pevnost obklíčilo. Major Anderson odmítl pevnost vydat a tak 12. dubna 1861 ve 4:30 ráno padly první výstřely Americké občanské války. Posádka se držela po 34 hodin v neustávající nepřátelské palbě. Teprve požár a následný výbuch skladu střelného prachu ji donutil kapitulovat. Kvůli tomuto „incidentu“ Abraham Lincoln ve svém slavném projevu dne 15. dubna 1861 povolal 75 000 dobrovolníků a toto datum je považováno za počátek války.

## Fort Sumter po občanské válce
Po válce byla pevnost v troskách. Počáteční snahy o její obnovení se brzy zastavily. Fort Sumter byl obnoven jen částečně. Vnější stěny byly postaveny pouze do prvního patra, mezery mezi kasematy nebyly nikdy opraveny. Na povrchu byl vytvořen prostor pro zbraně, které ale nebyly do pevnosti dodány. Jediným využitím pevnosti po válce se stal maják, který byl postaven v roce 1855.
Vlivem španělsko-americké války v roce 1898 bylo rozhodnuto Fort Sumter znovu použít pro vojenské účely. Ve stejném roce byly zahájeny práce na stavbě mohutné betonové konstrukce Batter Huger jako základ těžkého dělostřelectva v historických ruinách pevnosti, která byla v obou světových válkách vždy obsazena vojáky a dělostřelectvem, ale nikdy se nestala dějištěm vojenského konfliktu.

## Fort Sumter dnes
Od roku 1948 byla Fort Sumter součástní památníku typu National Monument pod správou služby amerického národního parku a od roku 2019 je součástí Národního historického parku. Betonová konstrukce Battery Huger stále stojí uprostřed oblasti a je v ní návštěvnické centrum s muzeem. Během ostřelování roku 1861 byl zasažen stožár pevnosti. Vojáci stožár znovu postavili a vztyčili na něm opětovně vlajku Spojených států s tehdy 33 hvězdami. Vlajka se zachovala a je vystavena v pevnostním muzeu.
Fort Sumter lze navštívit pouze lodí z Charlestonu.